# Samudragupta
 (février 2017).
Si vous disposez d'ouvrages ou d'articles de référence ou si vous connaissez des sites web de qualité traitant du thème abordé ici, merci de compléter l'article en donnant les références utiles à sa vérifiabilité et en les liant à la section « Notes et références ».
Samudragupta — aussi appelé Sarvarâjochheda — est un râja Gupta (335-380) qui parvient à contrôler une grande partie du nord de l'Inde et dont le règne est marqué par un épanouissement littéraire et scientifique.

## Biographie
Samudragupta succède en 335 à son père Chandragupta, fondateur de l'empire Gupta. Il mène des campagnes vers les plaines du Nord, défaisant les Kushâna de Mathurâ, puis vers le sud et l’ouest, imposant sa suzeraineté sur le Rajputana, l'actuel Rajasthan, le Panjâb, le Cachemire, le Bengale, l’Assam, le Népal… L’empire est organisé comme une fédération de royaumes qui restent indépendants dans leur administration intérieure. Une inscription indique qu’il vainc neuf rois avant d’annexer leurs royaumes. Il soumet les tribus du Rajasthan et dans le Dekkan oriental, les rois vaincus le reconnaissent comme suzerain (descendu peut-être jusqu'à Kânchîpuram, il affirme avoir vaincu le roi Pallava Visnugopa, mais ne peut couronner cette victoire par aucun autre succès au Sud de la Narmadâ). Son principal effort militaire se porte contre les Saces qui contrôlent depuis deux siècles le Goujerat et le Mâlvâ. Le résultat est incertain et il n’est pas exclu qu’il ait été vaincu.
L'acte politique le plus important de son règne est l'installation de sa capitale à Ujjain, ville plus à l'ouest et davantage soumise aux influences étrangères, dont il fait une belle ville dépassant en population Pataliputra. Ujjain deviendra rapidement le centre le plus brillant des activités littéraires et scientifiques de l'Inde
Samudragupta est un souverain bon et juste. Il réforme la monnaie (or et cuivre), s’appuie sur l’hindouisme, évite les guerres au profit de la diplomatie. C'est aussi un lettré et un musicien.
Selon un historien chinois, le roi de Ceylan Meghavanna aurait envoyé une ambassade et des cadeaux à la cour de Samudragupta. Il obtient du roi l’autorisation de construire un monastère bouddhiste près de Bodhgayâ.
Le rayonnement de l’empire Gupta s’étend sur toute la péninsule. L’Indochine et l’Indonésie sont complètement hindouisées et l’influence spirituelle de l’Inde atteint la Chine et le Japon.
Les Gupta sont des hindous orthodoxes d’obédience vishnouïte, ce qui ne les empêche pas d'être bienveillant à l’égard du bouddhisme. Ils s’attachent à faire survivre les sacrifices védiques solennels. Quantité de documents indiquent que Samudragupta aurait pratiqué l'ashvamedha pour fêter ses victoires, frappant à cette occasion une monnaie d'or figurant un cheval auprès d'un autel. Toutes ces conditions favorisent un épanouissement des arts et des lettres sans précédent. La cour impériale protège les poètes, les philosophes et les artistes, allant jusqu’à organiser de véritables tournois littéraires.